# شهرستان رازح
 رازح  به عربی ( الرازح ) دهستان بزرگی از توابع استان صعده در کشور یمن و در شبه جزیره عربستان واقع می‌باشد.

## جمعیت
جمعیتش در حدود ۱۱۰۲ نفر می‌باشد. بسیاری از علماء، تاریخ نویسان و فقیهان به این روستا منتسب شده‌اند. شغل مردم روستا کشاورزی و دامداری است.